# 도요토미정
도요토미정(일본어: 豊富町)은 일본 홋카이도 소야 지방에 있는 정이다. 리시리레분사로베쓰 국립공원의 일부인 사로베트 원야가 펼쳐지고, 일본 최북단의 온천 마을 ‘도요토미 온천’이 유명하다.

## 지리
소야 지방에 위치하고 북쪽은 왓카나이시, 남쪽은 호로노베정, 동쪽은 사루후쓰촌과 접한다. 서부는 동해와 접한다. 해안 쪽의 사로베트강 유역에는 사로베트 원야(습원)가 펼쳐진다. 남북으로 뻗은 국도 40호선의 동부는 완만한 구릉·산악 지대로 목초지 및 삼림이 펼쳐지고 남동쪽 산간부에는 도요토미 온천이 있다.

### 기후
| 도요토미정의 기후                                            | 도요토미정의 기후 | 도요토미정의 기후 | 도요토미정의 기후 | 도요토미정의 기후 | 도요토미정의 기후 | 도요토미정의 기후 | 도요토미정의 기후 | 도요토미정의 기후 | 도요토미정의 기후 | 도요토미정의 기후 | 도요토미정의 기후 | 도요토미정의 기후 | 도요토미정의 기후 |
| 월                                                           | 1월               | 2월               | 3월               | 4월               | 5월               | 6월               | 7월               | 8월               | 9월               | 10월              | 11월              | 12월              | 연간              |
| ------------------------------------------------------------ | ----------------- | ----------------- | ----------------- | ----------------- | ----------------- | ----------------- | ----------------- | ----------------- | ----------------- | ----------------- | ----------------- | ----------------- | ----------------- |
| 역대 최고 기온 °C (°F)                                       | 7.6 (45.7)        | 9.6 (49.3)        | 13.1 (55.6)       | 22.7 (72.9)       | 25.9 (78.6)       | 29.3 (84.7)       | 32.8 (91.0)       | 33.1 (91.6)       | 30.8 (87.4)       | 22.5 (72.5)       | 17.3 (63.1)       | 10.6 (51.1)       | 33.1 (91.6)       |
| 일평균 최고 기온 °C (°F)                                     | −2.9 (26.8)       | −2.3 (27.9)       | 1.7 (35.1)        | 8.1 (46.6)        | 14.3 (57.7)       | 18.3 (64.9)       | 22.3 (72.1)       | 23.6 (74.5)       | 20.7 (69.3)       | 14.2 (57.6)       | 6.0 (42.8)        | −0.6 (30.9)       | 10.3 (50.5)       |
| 일일 평균 기온 °C (°F)                                       | −6.1 (21.0)       | −6.1 (21.0)       | −1.9 (28.6)       | 4.1 (39.4)        | 9.6 (49.3)        | 13.7 (56.7)       | 17.9 (64.2)       | 19.4 (66.9)       | 16.0 (60.8)       | 9.7 (49.5)        | 2.7 (36.9)        | −3.4 (25.9)       | 6.3 (43.4)        |
| 일평균 최저 기온 °C (°F)                                     | −10.7 (12.7)      | −11.4 (11.5)      | −6.5 (20.3)       | −0.1 (31.8)       | 5.0 (41.0)        | 9.6 (49.3)        | 14.1 (57.4)       | 15.6 (60.1)       | 11.1 (52.0)       | 4.9 (40.8)        | −0.9 (30.4)       | −7.0 (19.4)       | 2.0 (35.6)        |
| 역대 최저 기온 °C (°F)                                       | −26.5 (−15.7)     | −28.8 (−19.8)     | −23.2 (−9.8)      | −10.6 (12.9)      | −5.8 (21.6)       | −1.6 (29.1)       | 2.9 (37.2)        | 3.5 (38.3)        | 0.4 (32.7)        | −4.4 (24.1)       | −13.6 (7.5)       | −21.0 (−5.8)      | −28.8 (−19.8)     |
| 평균 강수량 mm (인치)                                        | 65.2 (2.57)       | 48.0 (1.89)       | 46.5 (1.83)       | 46.6 (1.83)       | 61.8 (2.43)       | 51.8 (2.04)       | 111.2 (4.38)      | 120.9 (4.76)      | 130.8 (5.15)      | 137.8 (5.43)      | 116.6 (4.59)      | 85.9 (3.38)       | 1,030.8 (40.58)   |
| 평균 강설량 cm (인치)                                        | 195 (77)          | 150 (59)          | 112 (44)          | 21 (8.3)          | 0 (0)             | 0 (0)             | 0 (0)             | 0 (0)             | 0 (0)             | 1 (0.4)           | 56 (22)           | 178 (70)          | 703 (277)         |
| 평균 강우일수                                                | 18.6              | 14.9              | 12.5              | 9.9               | 9.8               | 9.1               | 9.5               | 9.7               | 11.8              | 15.5              | 17.4              | 19.0              | 157.7             |
| 평균 강설일수                                                | 22.6              | 17.7              | 15.5              | 3.0               | 0                 | 0                 | 0                 | 0                 | 0                 | 0.1               | 6.0               | 19.1              | 84                |
| 평균 월간 일조시간                                           | 46.3              | 74.2              | 125.0             | 149.0             | 169.9             | 139.0             | 126.2             | 137.1             | 161.0             | 122.8             | 55.0              | 27.8              | 1,333.5           |
| 출처: 일본 기상청 (평년값: 1991년~2020년, 극값: 1977년~현재) |                   |                   |                   |                   |                   |                   |                   |                   |                   |                   |                   |                   |                   |

### 인접한 자치체
- 소야 종합진흥국
  - 왓카나이시
  - 소야군 사루후쓰촌
  - 데시오군 호로노베정

## 역사
이름은 시모에베코로베트강 유역의 에베코로베트라는 지명에서 유래한다. 에베코로베트는 아이누어로 ‘물고기(음식)를 가지는 강’(ipe-kor-pet)이라는 의미이다. 또 석탄이나 석유, 천연가스, 온천, 이탄 등 천연자원이 풍부한 곳이라는 점에서 뭐든지 풍부(豊富)한 정이라는 의미에서 ‘도요토미’가 되었다.
- 1869년 - 개척사가 설치되었다.
- 1878년 - 현재의 도요토미정에 사루촌이 설치되었다.
- 1919년 - 호로노베촌, 사루촌을 합병해 호로노베촌(현재의 호로노베정)으로 했고 호로노베촌에 2급 정촌제를 시행했다.
- 1926년 - 현재의 도요토미 온천 지구에서 석유 시굴 중에 천연가스와 함께 온천이 분출했다.
- 1940년 9월 - 호로노베촌(현재의 호로노베정)에서 도요토미촌이 분리되어 2급 정촌제를 시행했다.
- 1948년 10월 - 루모이 지청에서 소야 지청으로 관할이 이동했다.
- 1959년 1월 - 정으로 승격해 도요토미정이 되었다.
- 1974년 9월 - 사로베트 원야가 국립공원으로 지정되었다.
- 2005년 11월 - 사로베트 원야가 람사르 협약에 따른 보호구로 지정되었다.

## 경제
낙농업이 번성하여 우유는 ‘도요토미 우유’라는 브랜드로 도내에서 넓게 유통되고 있다. 면적의 52% 이상이 삼림이며 임업은 도요토미정의 기간산업 중 하나가 되고 있다.
탄광 폐광과 함께 인구 감소에 직면한 도요토미정은 관광 산업으로의 전환을 목표로 했다. 현재의 관광객은 연간 대략 30만 명에 달하고 있다. 도요토미정 관광의 중심은 일본 최북단 온천 마을인 ‘도요토미 온천’이다. 도요토미정 내에는 리시리레분사로베쓰 국립공원의 사로베트 원야가 존재해 웅대한 자연을 접할 수 있다. 예전에는 양질의 석탄이나 석유, 천연가스를 산출하는 등 광업이 번성했지만 현재는 비용 면에서 채산이 맞지 않아 폐산되었다. 정내의 왓카사카나이 어항에서는 홋키조개의 양륙이 유명하다.

## 기타
도요토미 히데요시와는 관계가 없다.

## 교통

### 철도
- 홋카이도 여객철도 소야 본선

### 도로
- 국도 40호선